# 8733 Ohsugi
A 8733 Ohsugi (ideiglenes jelöléssel 1996 YB1) a Naprendszer kisbolygóövében található aszteroida. Kobajasi Takao fedezte fel 1996. december 20-án.